# Atletisme als Jocs Olímpics d'Estiu de 1924 - triple salt masculí
El triple salt masculí va ser una de les proves del programa d'atletisme disputades durant els Jocs Olímpics de París de 1924. La prova es va disputar el 8 de juliol de 1924 i hi van prendre part 20 atletes de 12 nacions diferents.

## Medallistes
| Or                | Plata               | Bronze             |
| Nick Winter (AUS) | Luis Brunetto (ARG) | Vilho Tuulos (FIN) |

## Rècords
Aquests eren els rècords del món i olímpic que hi havia abans de la celebració dels Jocs Olímpics de 1924.
| Rècord del Món | 15m 52cm | Dan Ahearn  | Nova York (USA) | 30 de maig de 1911   |
| Rècord Olímpic | 14m 92cm | Tim Ahearne | Londres (GBR)   | 25 de juliol de 1908 |

En la qualificació Luis Brunetto establí un nou rècord olímpic amb un salt de 15,425 metres. En la final Nick Winter establí un nou rècord del món amb un salt de 15,525 metres.

## Resultats

### Qualificació
Els millors sis saltadors, dels dos grups en què s'havia dividit els participants, passen a la final. Es desconeix l'ordre i salts parcials que van fer.
Grup 1
| Posició | Atleta                 | Distància | Posició general | Qual. |
| ------- | ---------------------- | --------- | --------------- | ----- |
| 1       | Luis Brunetto (ARG)    | 15.425    | 1               | Q     |
| 2       | Väinö Rainio (FIN)     | 14.94     | 4               | Q     |
| 3       | Mikio Oda (JPN)        | 14.35     | 6               | Q     |
| 4       | Earle Wilson (USA)     | 14.235    | 7               |       |
| 5       | Ivar Sahlin (SWE)      | 14.16     | 8               |       |
| 6       | Willem Peters (NED)    | 13.86     | 11              |       |
| 7       | Philip MacDonald (CAN) | 13.33     | 14              |       |
| 8       | Harold Langley (GBR)   | 12.74     | 15              |       |
| 9       | Kiril Petrunov (BUL)   | 12.015    | 18              |       |
| —       | DeHart Hubbard (USA)   | NM        | —               |       |
| —       | André Clayeux (FRA)    | NM        | —               |       |

Grup 2
| Posició | Atleta               | Distància | Posició general | Qual. |
| ------- | -------------------- | --------- | --------------- | ----- |
| 1       | Nick Winter (AUS)    | 15.18     | 2               | Q     |
| 2       | Folke Jansson (SWE)  | 14.97     | 3               | Q     |
| 3       | Vilho Tuulos (FIN)   | 14.84     | 5               | Q     |
| 4       | Merwin Graham (USA)  | 14.00     | 9               |       |
| 5       | John O'Connor (IRL)  | 13.99     | 10              |       |
| 6       | John Odde (GBR)      | 13.40     | 12              |       |
| 7       | Jack Higginson (GBR) | 13.34     | 13              |       |
| 8       | Ross Sheppard (CAN)  | 12.72     | 16              |       |
| 9       | Louis Wilhelme (FRA) | 12.66     | 17              |       |

### Final
La final es disputa el mateix dia.
| Posició | Atleta              | Salt Qual. | Salt Final | Millor salt |
| ------- | ------------------- | ---------- | ---------- | ----------- |
| 1       | Nick Winter (AUS)   | 15.18      | 15.525     | 15.525 WR   |
| 2       | Luis Brunetto (ARG) | 15.425     |            | 15.425      |
| 3       | Vilho Tuulos (FIN)  | 14.84      | 15.37      | 15.37       |
| 4       | Väinö Rainio (FIN)  | 14.94      | 15.01      | 15.01       |
| 5       | Folke Jansson (SWE) | 14.97      |            | 14.97       |
| 6       | Mikio Oda (JPN)     | 14.35      |            | 14.35       |